# Mesnil-Sellières
Mesnil-Sellières é uma comuna francesa na região administrativa de Grande Leste, no departamento de Aube. Estende-se por uma área de 8,43 km². Em 2010 a comuna tinha 609 habitantes (densidade: 72,2 hab./km²).